# Expo Real

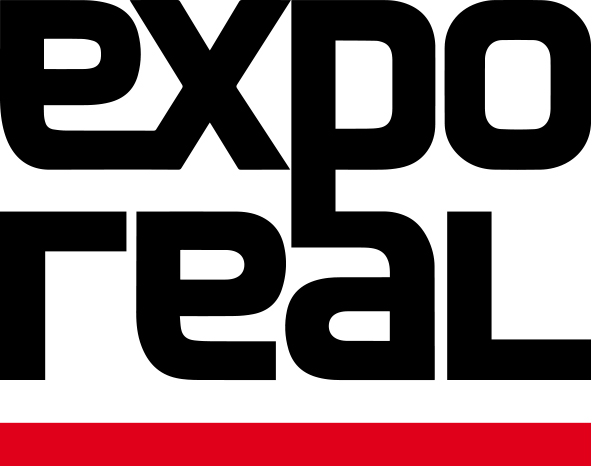
Logo der Expo Real

Die Expo Real (Eigenschreibweise EXPO REAL) ist die größte internationale Fachmesse für Immobilien und Investitionen in Europa. Sie wird seit 1998 jährlich Anfang Oktober auf dem Gelände der Messe München von der Messe München GmbH veranstaltet.
Im Jahr 2024 umfasste die Expo Real eine Ausstellungsfläche von 75.000 Quadratmetern. Es waren über 40.000 Teilnehmer aus 75 Ländern vor Ort. Die nächste Expo Real findet vom 6. bis 8. Oktober 2025 statt.

## Konzept
Die Ausstellungsbereiche der Expo Real bilden laut eigenen Angaben die „gesamte Wertschöpfungskette der Immobilienbranche“ ab und beinhalten Projektentwicklung, Beratung, Finanzierung und Realisierung, Betrieb und Investition. Die Branchengliederung ist in der Nomenklatur festgehalten.
Das Konferenzprogramm ist thematisch auf Politik und Wirtschaft mit dem Schwerpunkt der Immobilienwirtschaft ausgerichtet. Die Veranstalter sehen die Expo Real als internationale Networking-Plattform, um Geschäfte anzubahnen, Projekte zu präsentieren und zu initiieren und neue Kontakte zu knüpfen.

### Besucher und Aussteller
Die Teilnehmer der Expo Real kommen mehrheitlich aus Europa. Dieser Schwerpunkt spiegelt sich bei den sogenannten Länderpavillons wider, die Aussteller mit gleichem geografischen Hintergrund auf einer gemeinsamen Ausstellungsfläche bündeln. Bei der Expo Real 2024 gab es einige internationale Gemeinschaftsstände.
Daneben gibt es thematische Gemeinschaftsstände zu übergeordneten Assetklassen wie den „LogRealCampus“ für Logistikimmobilien und die „World of Hospitality“ für Hotelimmobilien. 2016 eröffnete mit der „Grand Plaza“ eine Networking-Area für Unternehmen aus dem Bereich Handel und Handelsimmobilien. Dort treffen sich „Aussteller aus dem Lebensmittel-, Drogerie-, Textil- und Systemgastronomiebereich“.
Im Jahr 2019 wurde mit der neuen Halle „Nova³“ eine Innovationsplattform geschaffen, auf der sich unter anderem Start-ups und Grown-ups der PropTech-Branche und innovationsaffine Immobilienunternehmen präsentierten. Diese wurde auf der Expo Real 2024 abgelöst durch den neuen Bereich „Transform & Beyond by Expo Real“. Hier finden sich die Zukunfts- und Transformationsthemen der Immobilienbranche gebündelt an einem Ort. Unternehmen, Scaleups und Startups stellen hier ihre branchenübergreifenden Lösungen und Produkte zur Dekarbonisierung von Städten und Gebäuden, für Smart Buildings, für KI und Robotik, Digitalisierung und für energiewirtschaftliche Lösungen für Quartiere vor.

### Konferenzprogramm
Für das Konferenzprogramm zu aktuellen Themen und Trends der Branche nahmen ca. 300 Redner im Jahr 2024 teil. Auf neun Bühnen und in zahlreichen Konferenzräumen findet ein umfangreiches Programm statt. Das Spektrum umfasst Podiumsdiskussionen und Vorträge von und mit bekannten Experten der Branche, Wissenschaftlern aus anderen Bereichen und Gesichtern der jüngeren Generation – manchmal kontrovers, doch immer konstruktiv. Die Expo Real veranstaltet außerdem jedes Jahr den „CareerDay“ am dritten Messetag, wo laut eigenen Angaben Berufs- und Brancheneinsteiger mit Unternehmensvertretern in Kontakt kommen und ein eigenes Konferenzprogramm besuchen können.

## Teilnehmerzahlen
Über 40.000 Teilnehmer aus 75 Ländern kamen zur Expo Real 2024, der Internationalen Fachmesse für Immobilien und Investitionen. 1.780 Aussteller aus 34 Ländern waren 2024 vertreten. Die Top-Ten-Besucherländer waren nach Deutschland Großbritannien und Nordirland, Österreich, Niederlande, Polen, Schweiz, Tschechien, Spanien, Frankreich, Italien und Schweden. 30 % der Teilnehmer waren Immobiliendienstleister und jeweils 20 % Immobilieninvestoren und Immobilienprojektentwickler. Betreiber von Immobilien und Standorten waren mit 13 % vertreten, Immobilienfinanzierer mit 10 %.